# Slagelse
Slagelse es una ciudad del este de Dinamarca, situada en la isla de Selandia. Está a aproximadamente 100 km al suroeste de la capital del país, Copenhague. Su población en 2012 es de 32.133 habitantes.

## Historia

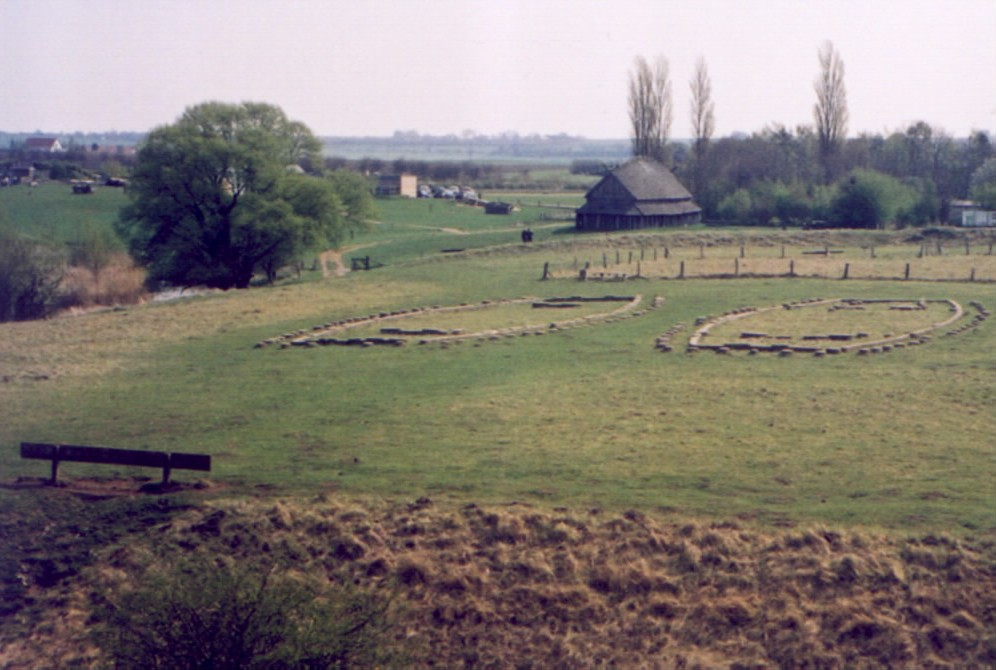
Trelleborg de Slagelse, con la reconstrucción de una casa vikinga.

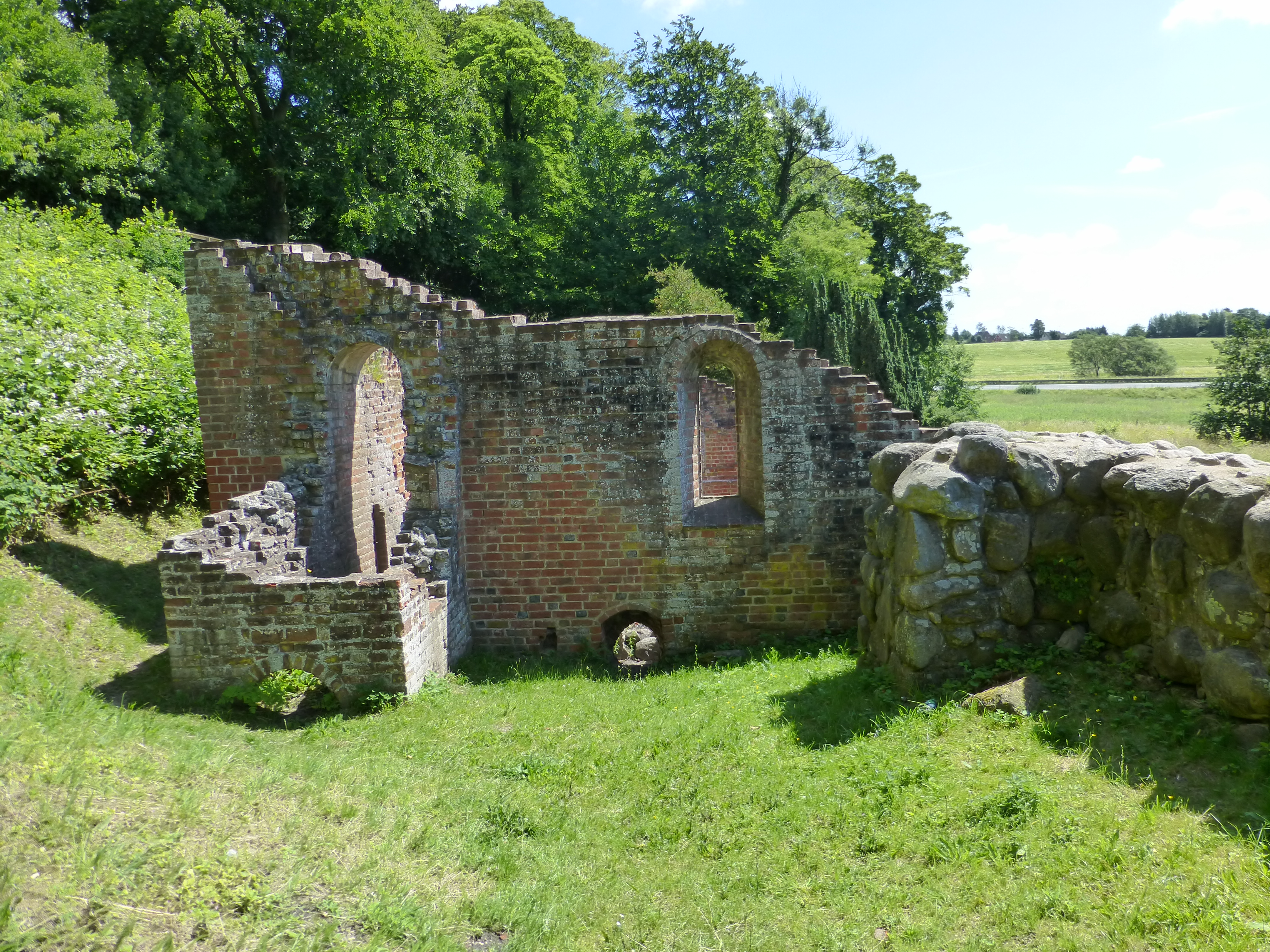
Ruinas del monasterio de Antvorskop, el cuartel principal de los hospitalarios en los países nórdicos.

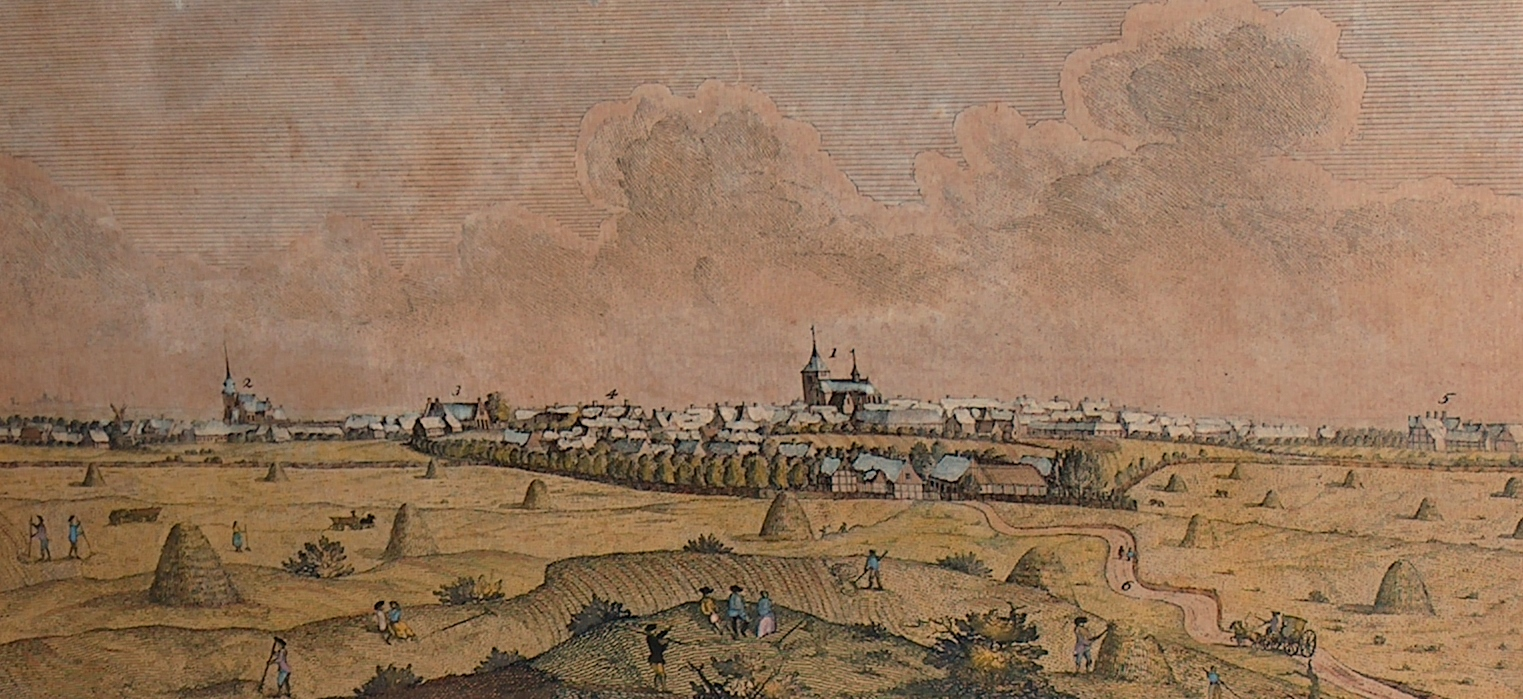
Panorámica de Slagelse a finales del. Artista:Johan Jacob Brun.

En las proximidades de Slagelse se encuentra Trelleborg, una fortaleza vikinga circular que data de finales del siglo X, y que pudo servir para controlar el tráfico marítimo en el Gran Belt y la comunicación entre Selandia y Fionia.

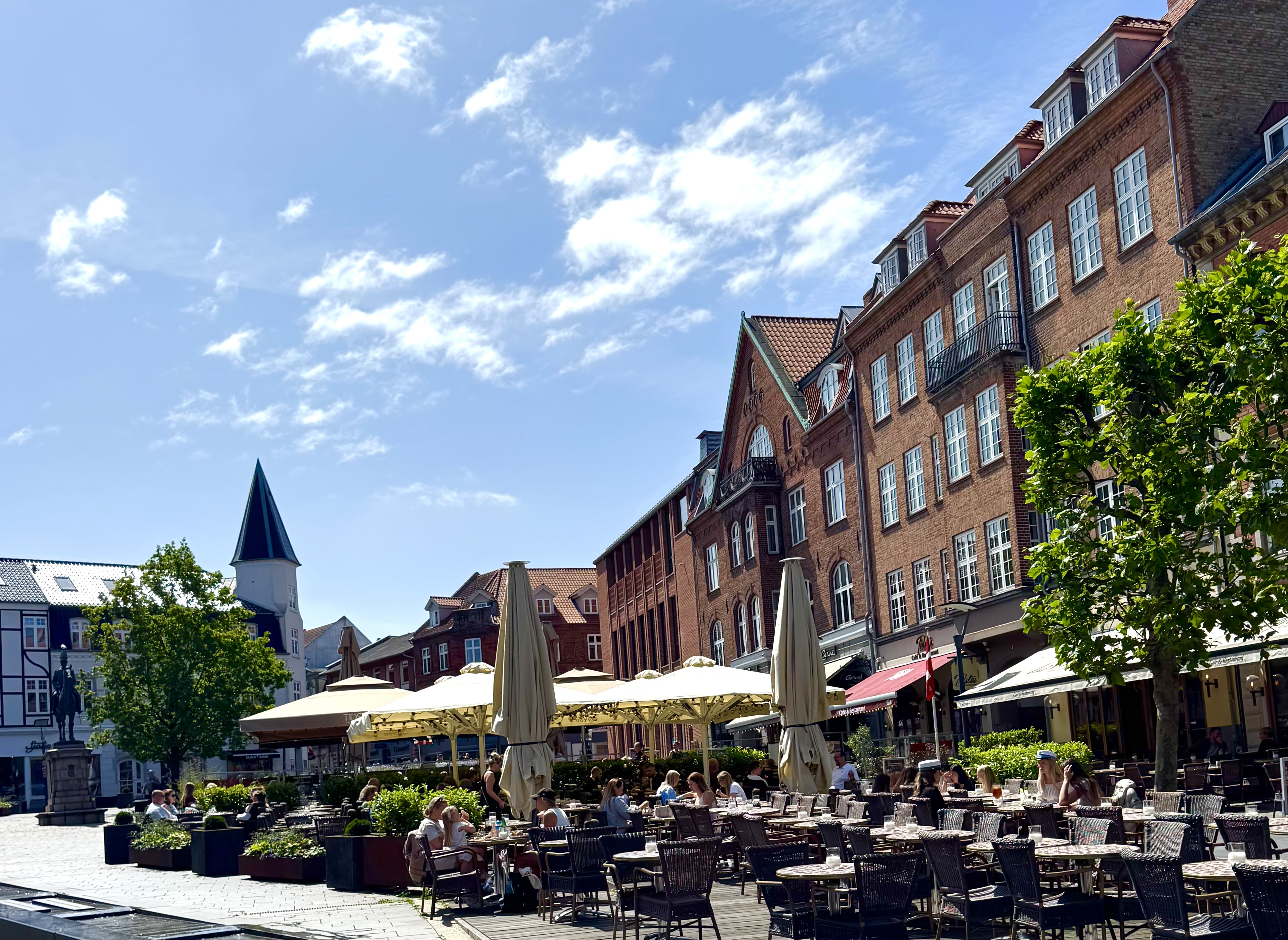
Schweizerpladsen, Slagelse

La primera vez que se nombra a Slagelse es en un documento de 1231, con el nombre de Slauløsæ; que proviene de slag: "hundimiento en el terreno", y else, una forma derivada de løse: "espacio abierto". El lugar donde se asienta la ciudad era un antiguo centro de culto pagano que el obispo de Roskilde combatió. Desde la primera mitad del siglo XI, en tiempos del rey Canuto el Grande, ya existía en Slagelse una iglesia y cierta actividad comercial, además de acuñarse monedas. En 1165, a 1 km al sur del centro de Slagelse, el rey Valdemar II  cedió vastas tierras a la Orden Hospitalaria de San Juan de Jerusalén. En ese lugar la orden fundó poco tiempo después el monasterio de Antvorskop, que llegaría a ser uno de los más importantes complejos monásticos de Dinamarca, además de servir como sede principal de los hospitalarios de San Juan en los países nórdicos. Desde el siglo XIII y a lo largo de toda la Edad Media existió en la ciudad el culto a San Andrés, un legendario sacerdote local.
Los privilegios de ciudad comercial (købstad) le fueron asignados a Slagelse en 1288 por el rey Erico VI. En siglo XIV se estableció el hospital del Espíritu Santo —una institución para pobres—, así como un hospital para leprosos y varias iglesias. Durante la Edad Media, Slagelse fue el principal centro económico del suroeste de Selandia, beneficiándose de la rica zona agrícola que la rodeaba. La ciudad recibió varios privilegios e incentivos a lo largo de la época, pero también fue azotada en más de una ocasión por incendios y por la peste.
En el siglo XVI el célebre teólogo Hans Tausen fue monje en el monasterio de Antvorskop, antes de partir a estudiar la universidad en Wittenberg. A su regreso, siendo ya un seguidor de Lutero, dio la primera homilía en la iglesia del monasterio. Con la difusión del luteranismo y su posterior adopción como religión de Estado en Dinamarca, el monasterio de Antvorskop se convirtió en palacio real. Ahí fallecería el rey Federico II en 1588.
Slagelse experimentó cierta prosperidad durante el siglo XVI y principios del XVII. En el transcurso de este último siglo se incrementó la competencia con otras ciudades que gozaban de mejores incentivos y acceso al mar, algo de lo que Slagelse carecía. La mitad del siglo XVIII fue una mala época para la agricultura, por lo que la economía de la ciudad se inclinó hacia la artesanía, entre la que se encontraba la producción tabacalera. A finales del siglo la agricultura tuvo un nuevo impulso que benefició a la economía de la ciudad. Al mismo tiempo se establecieron destilerías de brændevin, y se construyó una carretera entre Copenhague y Korsør, que atravesaba Slagelse.
A mediados del siglo XIX se diversifica la producción artesanal, y se establecen los primeros complejos industriales en el norte de la ciudad, y se inaugura el ferrocarril a la capital. El proceso de industrialización continuó hasta la primera mitad del siglo XX y para 1950 Slagelse era la ciudad industrial más importante del oeste de Selandia. La población creció en más del doble entre 1901 y 1950 (de 9000 a 22 000 habitantes).
En la segunda mitad del siglo XX comenzó la desindustrialización de la ciudad, y el sector servicios repuntó significativamente en detrimento de la industria y la producción artesanal. La población ha seguido creciendo, aunque a un ritmo menor, alcanzándose la cifra de 30.000 habitantes en 1994. La ciudad se vio beneficiada con la inauguración de la Vestmotorvejen ("autopista del oeste"), que mejoró significativamente la comunicación con Copenhague y Fionia y los tiempos de recorrido dentro de la misma ciudad. 
El 1 de enero de 2007 entró en vigencia una reforma municipal, que ensanchó considerablemente los límites del municipio de Slagelse al fusionarlo con los antiguos municipios de Skælskør, Korsør y Hashøj. Ese mismo año, la Escuela de Comercio de Slagelse se fusionó con la Universidad del Sur de Dinamarca.

## Deportes
En Slagelse se ha celebrado numerosas veces el Gran Premio de Carreras de Sidecar de Dinamarca.

## Hermanamientos
El municipio de Slagelse reconoce oficialmente el hermanamiento con las siguientes ciudades:
- Vihti, Finlandia
- Motala, Suecia
- Kragerø, Noruega
- Police, Polonia
- Dargun, Alemania